# Pepe Mel
José "Pepe" Mel Pérez (Madrid, 28 de fevereiro de 1963) é um ex-futebolista e atual treinador de futebol espanhol. Atualmente está no Tenerife.